# نظرقلی
نظرقلی، روستایی از توابع بخش مرکزی در ۸ کیلومتری شهرستان خدابنده در استان زنجان ایران است.

## جمعیت
این روستا در دهستان حومه قرار دارد و براساس سرشماری مرکز آمار ایران، جمعیت آن ۴۱۵۴ نفر (۴۹۳خانوار) بوده‌است.این روستا .